# The Bag Man
The Bag Man (Brasil: Profissão de Risco / Portugal: Quarto 13) é um filme de ação estadunidense dirigido por David Grovic e lançado em 2014, em seu país de origem. Protagonizado por Robert de Niro, Rebecca da Costa e John Cusack, foi baseado em The Cat: A Tale of Feminine Redemption por Marie-Louise von Franz.

## Elenco
- John Cusack - Jack
- Rebecca da Costa - Rivka
- Robert de Niro - Dragna
- Crispin Glover - Ned
- Dominic Purcell - Larson
- Sticky Fingaz - Lizard
- Martin Klebba - Guano
- Theodus Crane - Goose
- David Shumbris - Pike
- Mike Mayhall - Deputado Jones
- Danny Cosmo - Bishop